# آن إليزابيث ماير
آن إليزابيث ماير (بالإنجليزية: Ann Elizabeth Mayer)‏ هي محامية أمريكية، ولدت في 1945.